# El Rafalí
El recinto amurallado El Rafalí, situado en el municipio de Fuente Encarroz, en la comarca de Safor de la provincia de Valencia, España. Es un Bien de interés cultural, con anotación ministerial: R-I-51-0012249, y fecha de anotación 16 de febrero de 2009, según consta en la Dirección General de Patrimonio Cultural de la Consejería de Turismo, Cultura y deporte de la Generalidad Valenciana.

## Descripción histórico-artística
En la época árabe Fuente Encarroz era conocida como Rafalí y estaba bajo la jurisdicción del castillo del Rebollet. Además disponía de unas murallas, de aproximadamente 800 metros de perímetro, que protegían el núcleo de la población. En su parte este y sur, quedan unos 100 metros de lienzo de muro, con un trazado perteneciendo al siglo XIV y construida al estilo morisco. Además, hay indicios de la existencia de dos torres. Este recinto amurallado habría discurrido por las calles de Rebollet, Santo Domingo, Mayor, plaza del Ayuntamiento y Cementerio Viejo. Para entrar en el núcleo urbano se disponía, entre otras, de una puerta, llamada “Portal Rojo”, desde el cual se podía ascender al Castillo del Rebollet.
La muralla fue construida en la primera mitad del siglo XVI sobre restos de obra del siglo XIV, probablemente por mandato de Serafín de Centelles, segundo conde de Oliva, o por Francesc Gilabert de Centelles, tercer conde. El lienzo de la muralla, construido con fábrica de tapial, tenía como objetivo proteger los caminos, y presentaba diversas puertas de acceso a la localidad.
Con el paso del tiempo y el aumento de la población, las murallas constituyeron un problema a la hora de construir más viviendas, por lo que se pasó poco a poco a su derrumbamiento, aunque algunas zonas utilizaron también la muralla como parte de las construcciones de habitáculos. Además en el siglo XVII se añadió una torre y en el siglo XVIII la zona fue utilizada para la realización del Vía Crucis.
El recinto fortificado El Rafalí presenta unas características constructivas típicas de la Baja Edad Media, mientras que las tipologías arquitectónicas de los elementos de fortificación se adscriben al siglo XV. El recinto amurallado que se mantiene exento y conservado en parte de su perímetro, está situado al sudeste del núcleo urbano del municipio de Fuente Encarroz. Se encuentra entre 50 y 60 metros sobre el nivel del mar. De este recinto fortificado se extienden las murallas que defienden la población, confundidas hoy con el caserío existente. Hay autores que consideran la fortificación El Rafalí como ampliación del primer asentamiento de Fuente Encarroz. El conjunto de estructuras de El Rafalí presenta una gran homogeneidad en cuanto a técnicas constructivas y a los materiales de construcción empleados. Gran parte del conjunto, tanto de lienzos como de las dos torres, cuenta con dos muros paralelos, construidos con técnica de tapial. Entre los muros se encuentra un relleno interior de arcilla roja. Los materiales empleados son de origen local. Además se emplean técnicas de mampostería con mortero de cal. La torre oriental presenta en el lienzo sudeste con bandas de ladrillo y mortero entre mampostería. esta es una característica de los paramentos de algunas fortificaciones del entorno levantadas en las primeras décadas del siglo XVI. Los elementos de fortificación que se aprecian son troneras, aberturas practicadas en los muros para dejar pasar las cañas de las piezas de artillería. estas atraviesan los dos muros, así como el relleno interior. La superficie originaria del lugar de Fuente Encarroz era más restringida y de planta más redondeada, con la iglesia, dedicada a San Antonino Mártir en el centro.
El Ayuntamiento de Fuente Encarroz y la Diputación de Valencia promovieron los trabajos de restauración ambiental del Recinto Amurallado de El Rafalí. Los trabajos realizados consistieron en la eliminación de la maleza y limpieza del recinto, nivelación del terreno, relleno con grava y colocación de mobiliario urbano, convirtiendo el recinto, que estaba abandonado hasta este momento, en una zona verde y de ocio para vecinos y visitantes; quedando pendiente la rehabilitación y puesta en valor de la Muralla, datada en el siglo XIV, fue construida para proteger en núcleo de población que se había instalado en los alrededores del Castillo del Rebollet.